# Того
То́го (фр. Togo [tɔˈgo]), официальное название — Тоголе́зская Респу́блика, (фр. République togolaise [ʁe.py.bˈlik tɔgoˈlɛz]) — государство в Западной Африке, граничащее с Ганой на западе, Бенином на востоке и Буркина-Фасо на севере. На юге страна владеет небольшой частью побережья Гвинейского залива, на которой расположена столица страны Ломе.

## Этимология
Топоним «Того», согласно одной из версий, происходит от слова на языке эве, которое означает «местность по ту сторону лагуны». Согласно другой версии, название происходит от гидронима Того. В 1905 году германские колониальные власти назвали свою колонию Тоголенд, а в 1960 году страна провозгласила независимость и получила название «Тоголезская республика».

## История
О древней истории Того известно мало. Археологические находки свидетельствуют о том, что древние племена умели делать гончарные изделия и обрабатывать железо. В середине XV века сюда прибыли португальцы, была налажена работорговля. В конце XVIII века на месте поселения народа эве был основан город Ломе.

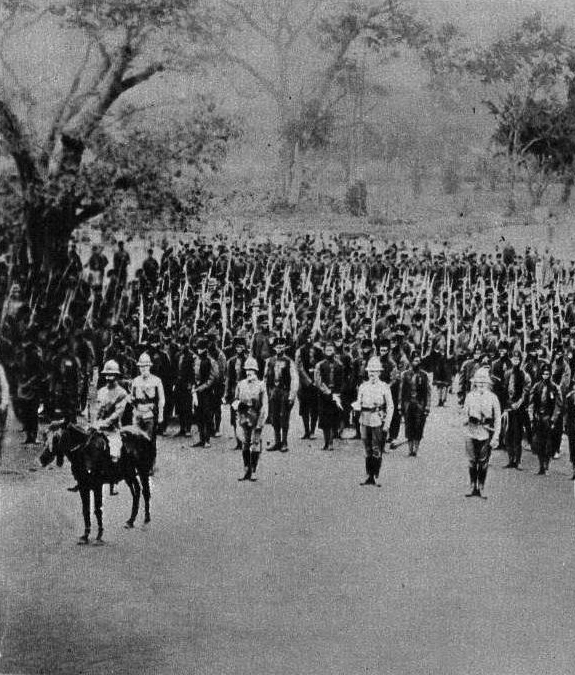
Британский экспедиционный корпус в Того в 1914 году

В 1884 году Густав Нахтигаль подписал договор с несколькими местными вождями об установлении протектората Германской империи над Того вместе с частью территории современной Ганы. Его границы были определены после захвата немецкими войсками внутренних районов страны и заключения соглашений с Францией и Великобританией. 1 января 1905 года территория современного Того объявлена германской колонией Тоголенд.
В ходе Первой мировой войны Тоголенд был оккупирован Великобританией и Францией, провозглашён Англо-Французский кондоминиум. 7 декабря 1916 года кондоминиум распался, произошло разделение на английскую и французскую зону. 20 июля 1922 года Великобритания получила мандат Лиги Наций на управление западной частью Того, а Франция — восточной. В 1945 году страна получила право направлять трёх представителей в парламент Франции. После Второй мировой войны введён режим опеки ООН. Управление сохранилось за Великобританией и Францией.

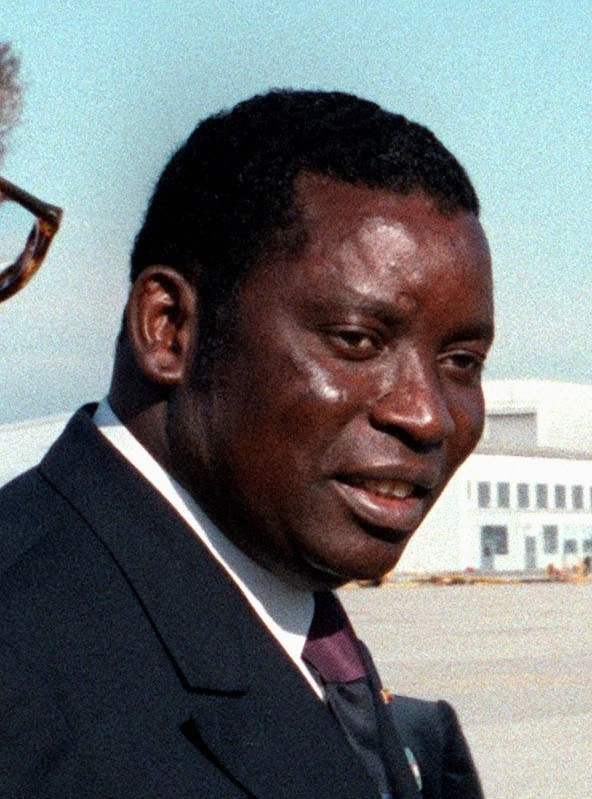
Гнассингбе Эйадема

28 октября 1956 года после референдума Того получило официальный статус автономной республики в составе Франции. В феврале 1958 года Франция предоставила Того статус республики, сохранив за собой право контролировать вопросы обороны, внешних связей и финансов. В апреле 1958 года на выборах в Палату депутатов победила партия Комитета единства Того. Новое правительство возглавил Силванус Олимпио.
27 апреля 1960 года Того провозгласила независимость. На выборах президента Республики в 1961 году одержал победу Силванус Олимпио, набрав 99 % голосов избирателей. Оппозиция бойкотировала выборы. 9 апреля 1961 года была принята Конституция Тоголезской республики, в соответствии с которой высшим законодательным органом Того стало Национальное собрание.
В декабре 1961 года были арестованы руководители оппозиционных партий, обвинённые в подготовке антиправительственного заговора, был издан декрет о роспуске оппозиционных партий. 13 января 1963 года произошёл военный переворот, в ходе которого Сильванус Олимпио был убит. В стране было объявлено чрезвычайное положение. Военные передали власть временному правительству во главе с Николасом Груницким. В мае 1963 года Груницкий был избран президентом Республики, новое руководство проводило политику развития отношений с Францией.
13 января 1967 года вследствие военного переворота к власти пришёл Гнассингбе Эйадема. На деятельность политических партий наложен запрет, в ноябре 1969 года создана партия «Объединение тоголезского народа» и введена однопартийная система. После военного режима Эйадема был избран президентом Республики, в 1986 году Эйадема был переизбран на пост президента Того.
В 1983 году стартовала программа приватизации, в 1991 году была разрешена деятельность политических партий. В общей сложности Эйадема правил страной 38 лет, переизбиравшись несколько раз. В 1993 году Европейская комиссия заморозила партнёрство, расценив переизбрание Эйадемы в 1993, 1998 и 2003 годах, как захват им власти. В апреле 2004 года в Брюсселе состоялись переговоры между Европейским союзом и Того о возобновлении сотрудничества.
5 февраля 2005 года скончался Эйадема. По конституции были закрыты все границы страны, а исполняющим обязанности должен был стать председатель Национального собрания Фамбаре Уаттаре Натчабе. Но так как он находился в Бенине, военные передали власть сыну Эйадемы, Фор Эссозимну Гнассингбе. В конституцию была внесена поправка, позволяющая Гнассингбе находиться у власти в качестве президента Республики до 2008 года.
Международные организации назвали действия военных государственным переворотом и призвали провести в Того выборы. В феврале 2005 года в Ломе прошла акция протеста против неконституционной смены власти. Правительство Того в ответ на это ввело запрет на манифестации.
Гнассингбе «переизбирался» президентом в 2010, 2015 и 2020 годах.

## География

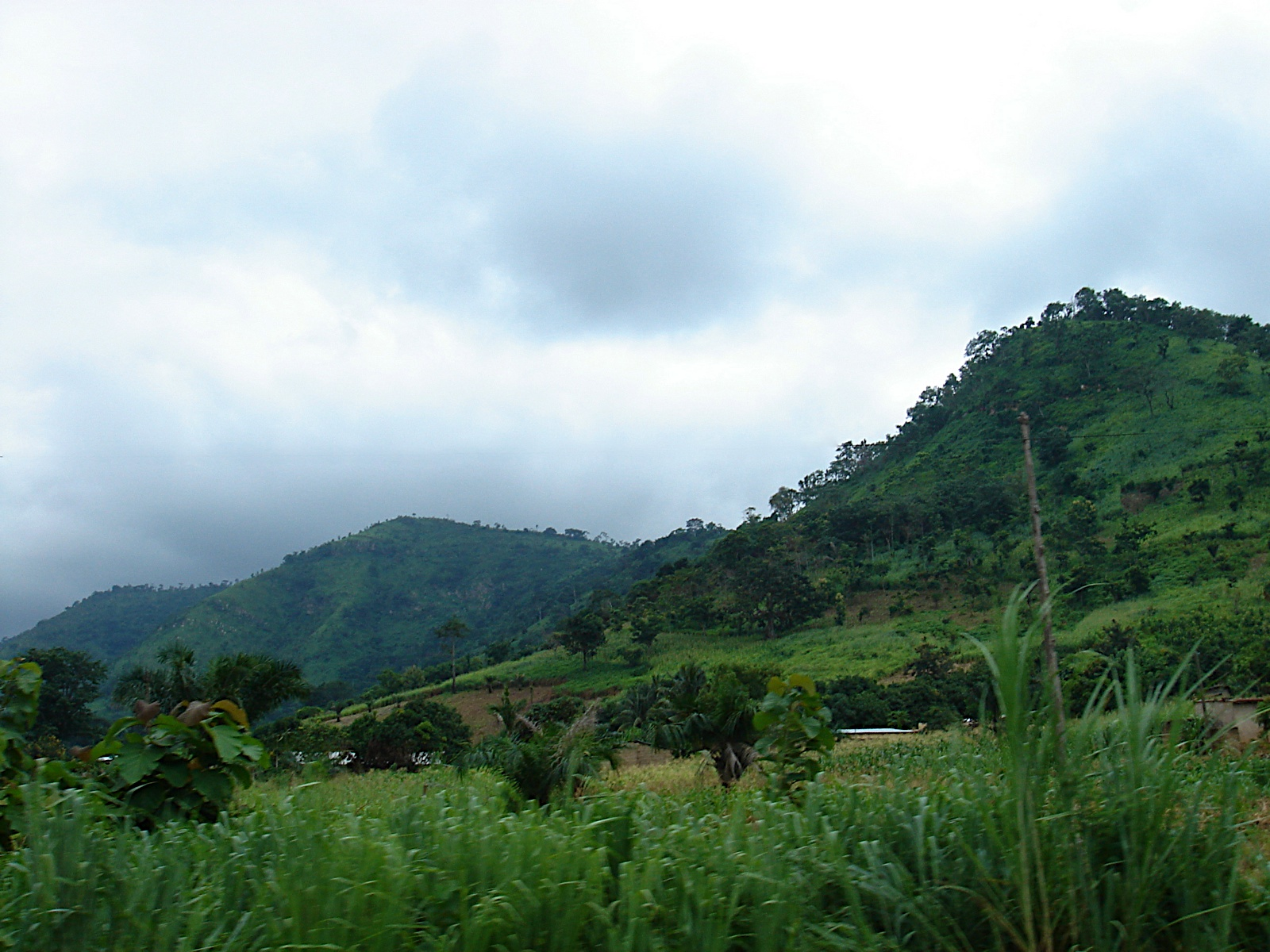
Холмы около города Кпалиме

Страна занимает площадь 56 785 км². Вытянута на 579 км с юга на север, а в самом широком месте имеет ширину 160 км.
Северную часть страны занимают равнины, центральную часть — плато со средними высотами 200—400 метров над уровнем моря, на юге — приморские равнины с лагунами и невысокие глыбовые горы, которые пересекают страну с юго-запада на северо-восток.
Наивысшей точкой в Того является гора Агу — 987 метров, входящей в состав горной системы Атакора.
Самой длинной рекой является Моно, её длина 467 километров. Река течёт на юг. Вдоль устья реки проходит граница с Бенином. Озеро Того является самым большим в стране, его площадь составляет около 50 км², а глубина 2,5 метра.
На территории Того есть полезные ископаемые, например: алюминий, бокситы, графит, доломиты, железо, золото, известняк, каолин, мрамор, фосфаты, поваренная соль, уран и хром.
Климат — экваториальный, жаркий. На юге влажный, а на севере полусухой. Среднегодовая температура — +24—27 °C.
Большая часть страны покрыта саваннами, 10 % территории Того составляют леса. В настоящее время происходит сокращение лесных массивов, это уже приводит к обеднению фауны.

## Административно-территориальное деление
| № | Область     | Адм. центр | Площадь, км² | Население, (2006) чел. | Плотность, чел./км² |
| - | ----------- | ---------- | ------------ | ---------------------- | ------------------- |
| 1 | Кара        | Кара       | 11 630       | 828 121                | 71,21               |
| 2 | Приморская  | Ломе       | 6 396        | 1 937 293              | 302,89              |
| 3 | Плато       | Атакпаме   | 16 975       | 1 425 199              | 83,96               |
| 4 | Саванн      | Дапаон     | 8 602        | 659 444                | 76,66               |
| 5 | Центральная | Сокоде     | 13 182       | 550 000                | 41,72               |
|   | Всего       |            | 56 785       | 5 400 057              | 95,10               |

## Население

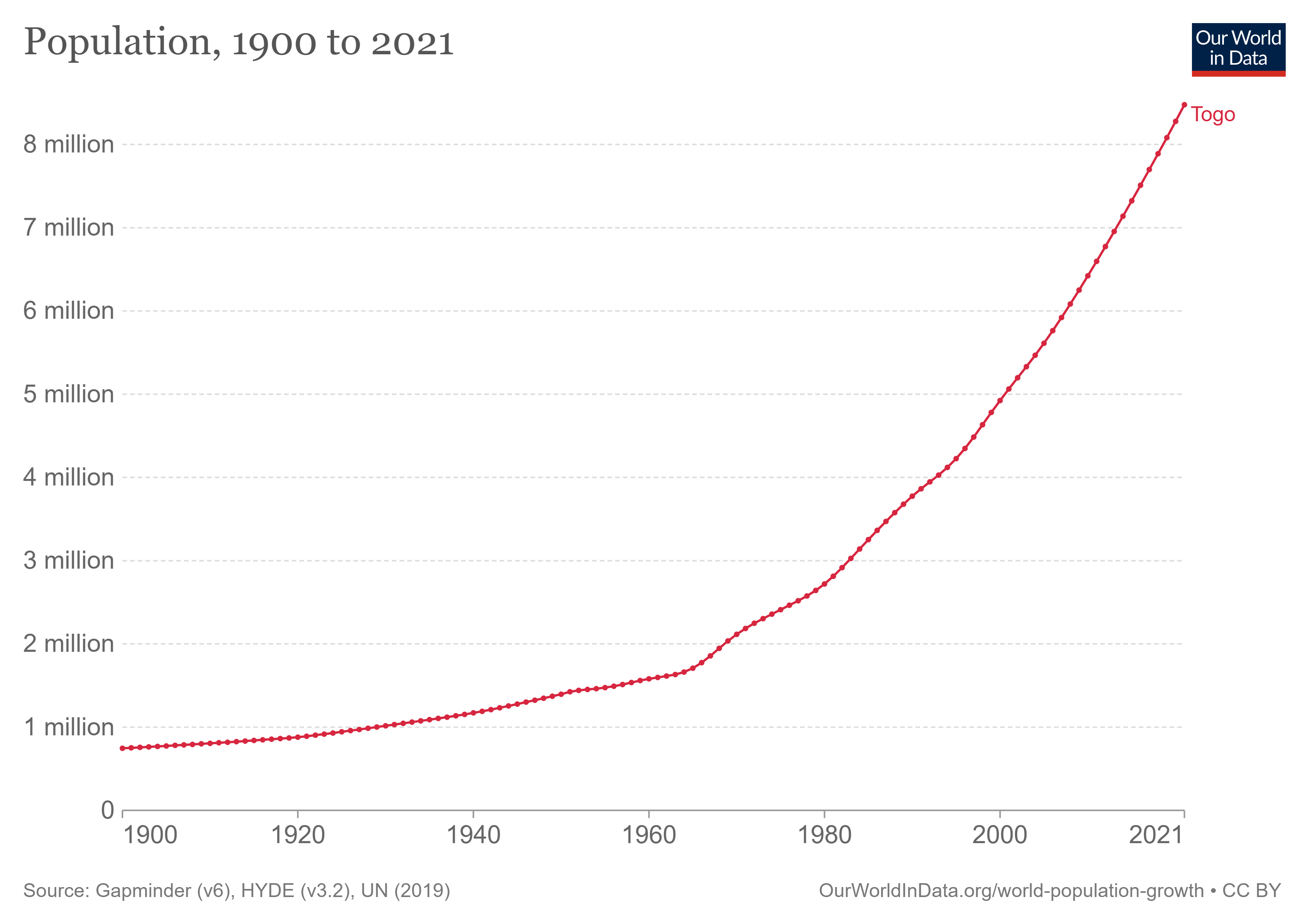
Динамика численности населения Того

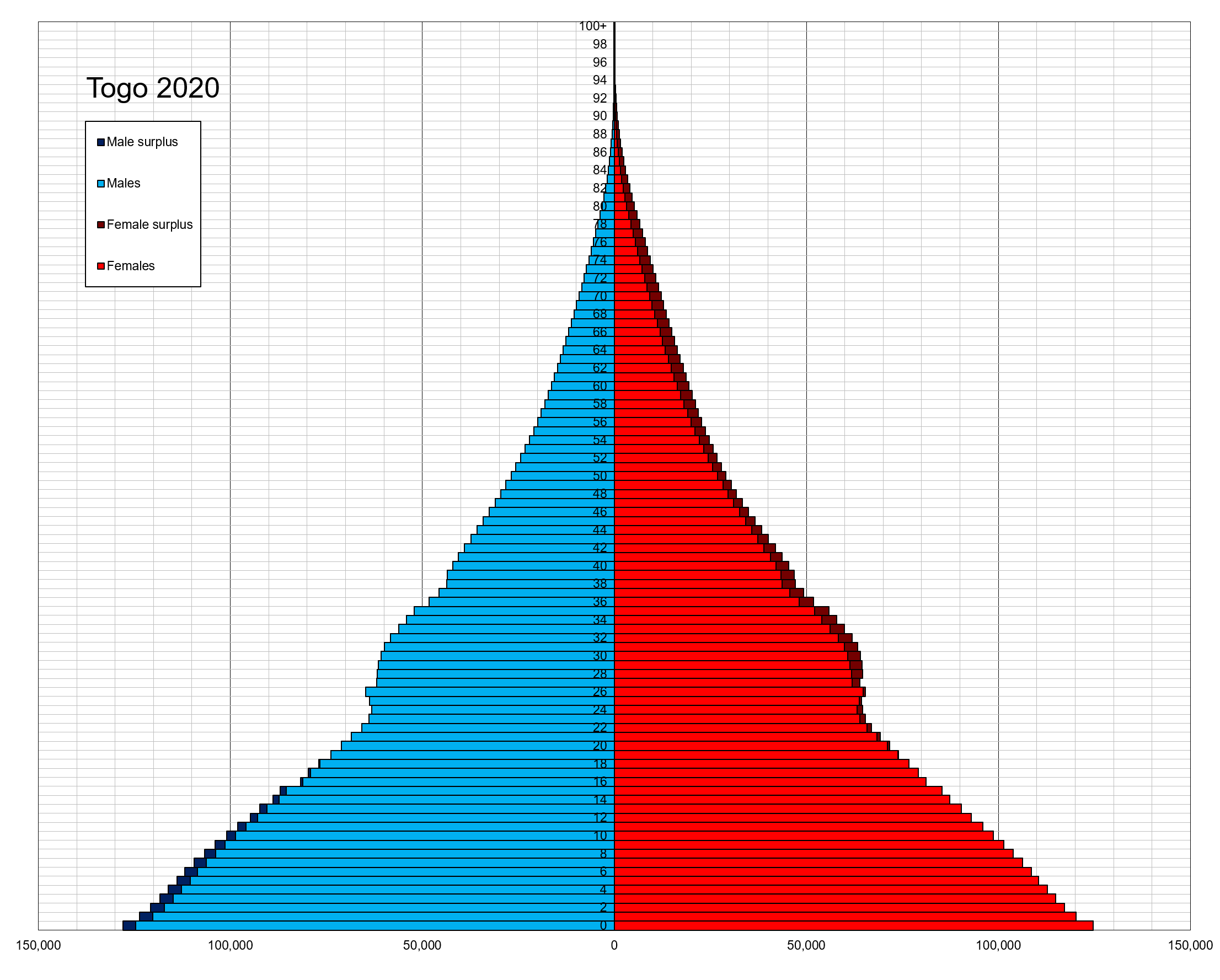
Возрастно-половая пирамида населения Того на 2020 год

Численность населения — 8,7 млн. (оценка 2023 г.).
Годовой прирост — 2,7 % (фертильность — 4,7 рождений на женщину).
Средняя продолжительность жизни — 58 лет у мужчин, 62 года у женщин.
Заражённость вирусом иммунодефицита (ВИЧ) — 0.28% 
Грамотность — 80 % мужчин, 55 % женщин (оценка 2003 года).
Этнический состав — около 45 племён, самые крупные — эве и кабре.
Религии: 51 % исповедуют аборигенные культы, 29 % — христиане, около 20 % — мусульмане.
Христиане представлены католиками, методистами, пресвитерианами, пятидесятниками из Ассамблеи Бога, адвентистами, Свидетелями Иеговы.

## Государственное устройство
Того является республикой. Конституция страны была принята референдумом 27 сентября 1992 года, в 2002 году и 2005 году в конституцию были внесены поправки.
Глава государства — президент Республики, он избирается путём голосования сроком на 5 лет. Президент Республики имеет право распускать парламент — Национальное собрание.
Законодательный орган — однопалатное Национальное собрание, состоящее из 81 депутата. Избирается на пятилетний срок на прямых всеобщих выборах.
- Политика Того

## Внешняя политика Того
В своей внешней политике Того ориентируется на Движение неприсоединения, хотя поддерживает сильные исторические и культурные связи с Западной Европой, особенно с Францией и Германией.
- Международные отношения Того

## Экономика
Экономика Того базируется на коммерции (реэкспорт) и на сельском хозяйстве (при этом значительная часть продовольствия импортируется). Основные экспортные товары — хлопок, кофе и какао. Кроме этого, Того занимает 4-е место в мире по экспорту фосфатов.
Валовой внутренний продукт составляет 4,767 млрд долл. (2017). По ВВП Того занимает 155-е место в мире. Валовой внутренний продукт (по паритету покупательной способности) на душу населения — 1660 долл. (2017). По ВВП (ППС) на душу населения Того занимает 180-е место в мире.
Сельское хозяйство (47 % ВВП, 65 % работающих) — кофе, какао, хлопок, ямс, кассава (тапиока), кукуруза, бобы, рис, просо, сорго; разводится скот, рыболовство.
Промышленность (25 % ВВП, 5 % работающих) — добыча фосфатов, обработка сельхозпродукции, текстиль, напитки.
Сфера обслуживания — 27 % ВВП, 30 % работающих.

### Транспорт

Железнодорожная сеть Того

По оценке 2007 года общая протяженность автомобильных дорог составляет около 11 700 км, из них с твёрдым покрытием — 2376 км (1999). Главные дороги идут в глубь Того через административные центры областей (транспортный коридор для выхода к морю Буркина-Фасо, Мали, Нигера) и вдоль побережья Атлантического океана.
Длина железных дорог 568 км (2014). Главным образом осуществляются грузоперевозки. Основные линии идут от столицы Того города Ломе в Кпалиме, Анехо, Таблигбо и Блитта. Международные аэропорты — Токуэн (имени Гнассингбе Эйадемы, недалеко от Ломе) и в городе Ниамтугу на севере, в области Кара.
Главные морские порты — глубоководный Ломе и Кпеме. Ломе является основным портом Того. Грузооборот порта Ломе 8,7 млн т в 2013 году, что составляет около 80 % национального товарооборота. Ломе является важным пунктом транзита грузов для ряда соседних с Того государств, не имеющих выхода к морю, в том числе около 0,8 млн т (2013) — для Буркина-Фасо. Кпеме является специализированным портом для вывоза фосфоритов. Судоходство (сезонное) по озеру Того и реке Моно. Ответвление до Ломе от подводного Западноафриканского газопровода (Лагос, Нигерия — Такоради, Гана).

### Внешняя торговля
По объёму экспорта в 2017 году Того занимает 135-е место в мире, импорта — 103-е.
Экспорт — 1,63 млрд долларов США (2017) — реэкспорт (товаров из Европы и Азии в соседние страны Африки), нефтепродукты (339 млн долл.), золото (200 млн долл.), сырая нефть (116 млн долл.), фосфориты (фосфаты кальция, 100 млн долл.), цемент (99,2 млн долл.), а также различные сельскохозяйственные товары (хлопок-сырец, кофе, какао, масличные культуры, включая пальмовое масло и др.)
Основные покупатели — Камерун 15 % (253 млн долл.), Ливан 11 % (174 млн долл.), Буркина-Фасо 8,2 % (134 млн долл.), Индия 7,4 % (120 млн долл.) и Бенин 6,6 % (107 млн долл.).
Импорт составляет 8,15 млрд долл. (2017), в том числе нефтепродукты (3,5 млрд долл.) и сырая нефть (1,05 млрд долл.), промышленные товары, в том числе мотоциклы (232 млн долл.), продовольствие, в том числе пальмовое масло (152 млн долл.) и нерафинированный сахар (115 млн долл.).
Основные поставщики — Китай 17 % (1,4 млрд долл.), Бельгия и Люксембург 13 % (1,05 млрд долл.), Нигерия 12 % (1,01 млрд долл.), Южная Корея 12 % (0,947 млрд долл.) и Нидерланды 7,9 % (0,646 млрд долл.).
Отрицательный торговый баланс составляет 6,51 млрд долл. (2017).
Входит в международную организацию стран АКТ.

## Культура

### СМИ
Государственная телекомпания и государственный телеканал TVT (Télévision Togolaise — «Тоголезское телевидение»), запущен 31 июля 1973 года, государственная радиокомпания и государственная радиостанция Radio Lome.

## Вооружённые силы Того
Тоголезская армия считается наиболее организованной и оснащённой в Тропической Африке. Количество военнослужащих составляет 9000 чел. Франция играет важную роль в подготовке военных кадров и техническом оснащении армии Того.